# Glicin C-acetiltransferaza
Glicin C-acetiltransferaza (EC 2.3.1.29, 2-amino-3-ketobutirat KoA ligaza, 2-amino-3-ketobutirat koenzim A ligaza, 2-amino-3-ketobutirat-KoA ligaza, glicin acetiltransferaza, aminoaceton sintaza, aminoaceton sintetaza, KBL, AKB ligaza) je enzim sa sistematskim imenom acetil-KoA:glicin C-acetiltransferaza. Ovaj enzim katalizuje sledeću hemijsku reakciju
acetil-KoA + glicin {\displaystyle \rightleftharpoons } KoA + L-2-amino-3-oksobutanoat
Ovaj piridoksal-fosfat-zavisni enzim deluje zajedno sa EC 1.1.1.103, L-treonin 3-dehidrogenazom, tokom degradacije treonina čime se formira glicin.

## Literatura
- Nicholas C. Price; Lewis Stevens (1999). Fundamentals of Enzymology: The Cell and Molecular Biology of Catalytic Proteins (Third изд.). USA: Oxford University Press. ISBN 019850229X.
- Eric J. Toone (2006). Advances in Enzymology and Related Areas of Molecular Biology, Protein Evolution (Volume 75 изд.). Wiley-Interscience. ISBN 0471205036.
- Branden C; Tooze J. Introduction to Protein Structure. New York, NY: Garland Publishing. ISBN 0-8153-2305-0.
- Irwin H. Segel. Enzyme Kinetics: Behavior and Analysis of Rapid Equilibrium and Steady-State Enzyme Systems (Book 44 изд.). Wiley Classics Library. ISBN 0471303097.
- William P. Jencks (1987). Catalysis in Chemistry and Enzymology. Dover Publications. ISBN 0486654605.

## Spoljašnje veze
- Glycine+C-acetyltransferase на 